# Daniel Jarque
Daniel Jarque González (Barcelona, 1 januari 1983 – Florence, 8 augustus 2009) was een Spaans profvoetballer. Hij speelde zijn hele profcarrière als verdediger bij RCD Espanyol. Op 8 augustus 2009 overleed hij op 26-jarige leeftijd aan een hartaanval tijdens een trainingskamp met zijn club, in de voorbereiding op het seizoen 2009/2010, een maand nadat hij als captain werd benoemd.

## Clubvoetbal
Jarque groeide op in Sant Boi de Llobregat, waar hij als clubvoetballer begon bij CF Cooperativa. De centrale verdediger maakte op 12-jarige leeftijd de overstap naar de cantera van RCD Espanyol. Uiteindelijk maakte hij op 20 oktober 2002 tegen Recreativo Huelva zijn debuut in de Primera División als invaller voor Cyril Domoraud in de tweede helft. Vanaf het seizoen 2005/2006 was de verdediger een onbetwiste speler bij het eerste elftal van de Periquitos. In 2006 won hij met RCD Espanyol de Copa del Rey en de Copa de Catalunya. Een jaar later was Jarque met zijn club verliezend finalist in de UEFA Cup, waarin na strafschoppen werd verloren van Sevilla FC. Voorafgaand aan het seizoen 2009/2010 nam Jarque de rol van aanvoerder over van Raúl Tamudo.

### Statistieken
| seizoen | club         | land   | competitie       | wed. | goals |
| ------- | ------------ | ------ | ---------------- | ---- | ----- |
| 2002/03 | RCD Espanyol | Spanje | Primera División | 6    | 0     |
| 2003/04 | RCD Espanyol | Spanje | Primera División | 9    | 0     |
| 2004/05 | RCD Espanyol | Spanje | Primera División | 21   | 1     |
| 2005/06 | RCD Espanyol | Spanje | Primera División | 34   | 4     |
| 2006/07 | RCD Espanyol | Spanje | Primera División | 36   | 0     |
| 2007/08 | RCD Espanyol | Spanje | Primera División | 31   | 1     |
| 2008/09 | RCD Espanyol | Spanje | Primera División | 37   | 2     |

## Nationaal elftal
Jarque werd in 2002 Europees kampioen met Spanje op het EK onder-19. Hij was tevens international voor Catalonië. Jarque debuteerde in december 2005 tegen Paraguay.

## Overlijden
Tijdens een trainingskamp met RCD Espanyol in het Italiaanse Coverciano raakte Jarque tijdens een telefoongesprek met zijn vriendin, zeven maanden zwanger, onwel. Zijn vriendin nam contact op met Jarques kamergenoot Ferran Corominas, die samen met teammanager José María Calzón op zoek ging naar hem. Ze vonden Jarque bewusteloos op de grond. De teamarts stelde een asystolie vast en probeerde hem te reanimeren, maar zonder succes. Jarque werd vervolgens naar een ziekenhuis in Florence gebracht, waar zonder effect een reanimatieprotocol werd afgewerkt.. Op 11 augustus werd Jarque herdacht door aanhangers van Espanyol, maar ook van andere clubs. Bij ingang 21 (het rugnummer van Jarque) van het stadion werd een herdenkplaats voor hem ingericht, waar duizenden fans op af kwamen. Cesc Fabregas, mede-Catalaan en ploegmaat bij het nationaal team van Spanje droeg zijn goal tegen Everton op aan Dani.
In de finale van het WK 2010 in Zuid-Afrika droeg Andrés Iniesta het winnende doelpunt tevens op aan Jarque.